# 穆泽伊-圣马丹
穆泽伊-圣马丹（法語：Mouzeuil-Saint-Martin，法語發音：[muzœj sɛ̃ maʁtɛ̃]）是法国卢瓦尔河地区大区旺代省的一个市镇，位于该省东南部，属于丰特奈勒孔特区。该市镇于1964年由原市镇穆泽伊（Mouzeuil）和圣马丹苏穆泽伊（Saint-Martin-sous-Mouzeuil）合并而成。

## 地名
法语人名在日常人名译名以及《世界人名翻譯大辭典》、《法语姓名译名手册》等主流人名译名类书籍资料中多译作“马丁”，不过在《世界地名翻译大辞典》、《世界地名译名词典》和《法国地图册》等主流地名译名类书籍资料中多译作“马丹”。

## 地理
穆泽伊-圣马丹（46°27'57"N, 0°59'5"W）面积25.85 平方千米，位于法国卢瓦尔河地区大区旺代省，该省份为法国西部沿海省份，北起大西洋卢瓦尔省和曼恩-卢瓦尔省，西临大西洋，南至滨海夏朗德省，东部及东南部与德塞夫勒省接壤。
与穆泽伊-圣马丹接壤的市镇（或旧市镇、城区）包括：沙耶莱马赖、勒朗贡、纳利耶、珀托斯、普耶、圣艾蒂安德布里卢埃。
穆泽伊-圣马丹的时区为UTC+01:00、UTC+02:00（夏令时）。

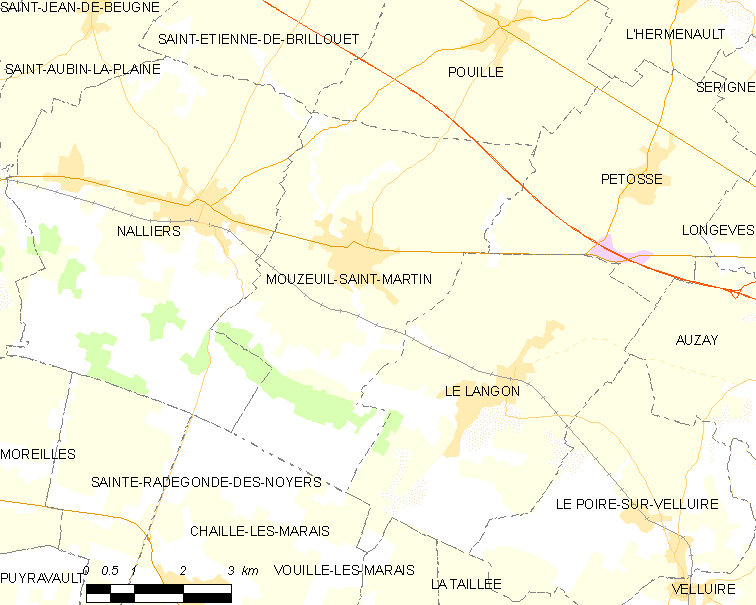
穆泽伊-圣马丹的OSM定位图

## 行政
穆泽伊-圣马丹的邮政编码为85370，INSEE市镇编码为85158。

## 政治
穆泽伊-圣马丹所属的省级选区为吕松县。

## 交通
旺代省省道D68线、D104线和D949线在境内交汇。

## 人口

1962-2008年间穆泽伊-圣马丹人口变化图示

穆泽伊-圣马丹于2022年1月1日时的人口数量为1211人。